# توماس هریسون (دوچرخه‌سوار)
توماس هریسون (انگلیسی: Thomas Harrison؛ زادهٔ ۱۳ مهٔ ۱۹۴۲) دوچرخه‌سوار اهل استرالیا است. وی در بازی‌های المپیک تابستانی ۱۹۶۴ شرکت کرده است.